# وادي العبيد (المغرب)
وادي العبيد (بالأمازيغية: ⴰⵙⵉⴼ ⵏ ⴰⵢⵜ ⵙⵅⵎⴰⵏ) هو نهر يقع بالمغرب. يعتبر الرافد الرئيسي لوادي أم الربيع. يقع حوضه في إقليمي أزيلال وبني ملال، وفي أعلى المنبع في إقليم ميدلت. يقع منبعه في الأطلس الكبير الشرقي، بالقرب من تونفيت، على بعد كيلومترات قليلة من منابع وادي ملوية، ويلتقي مع أم الربيع في منتصف الطريق بين قلعة السراغنة والفقيه بن صالح، على بعد حوالي أربعين كيلومترًا من المدينتين.
يبلغ متوسط ارتفاعه 40 متر (130 قدم) فوق مستوى سطح البحر.

## أصل التسمية
قديما كان النهر يسمى "أسيل ن آيت سخمان" وهو إسم أمازيغي، يعني نهر العبيد لأن العبد بالأمازيغية في المنطقة يسمى "أسخمان" وبذلك ترجمت التسمية إلى اللغة العربية لتصبح واد العبيد.
نقطة ضعف هذا الطرح في أصل التسميةأن كلمة أسمخ المفرد يقابلها إسمخان في الجمع وهذا لا يطابق كلمة سخمان في تسمية القبيلة الأمازيغية(موقع حرف الميم قبل أو بعد الخاء وهذا اختلاف جوهري).. مما يتطلب البحث على مصادر أخرى أكثر دقة لاصل هذه التسمية.

## المجرى
الرافد الرئيسي لوادي العبيد هو وادي احنصال. يلتقي النهران على مستوى خزان سد بين الويدان. في اتجاه مجرى النهر من السد، يشقّ النهر وديانًا ضيقة شديدة الانحدار . تعتبر شلالات أوزود نقطة جذب سياحي في جهة بني ملال خنيفرة، فهي مكان التقاء مميز لوادي أوزود ووادي العبيد .